# Lemniscomys linulus
Lemniscomys linulus és una espècie de mamífer rosegador de la família dels múrids. Viu a altituds d'entre 450 i 700 msnm al nord de Costa d'Ivori, el centre de Guinea, el sud de Mali i el sud-est del Senegal. El seu hàbitat natural són les sabanes seques. És una espècie en risc mínim, és a dir, no sembla que hi hagi cap amenaça significativa per a la seva supervivència.